# Ducos (Martinique)
Ducos is een gemeente in Martinique en telde 17.655 inwoners in 2019. De oppervlakte bedraagt 37,69 km². Het ligt ongeveer 10 km ten oosten van de hoofdstad Fort-de-France.

## Geschiedenis
De plaats was gesticht als Trou-au-Chat (kattengat). In 1687 werd de parochie opgericht, en in 1837 werd het een gemeente. In 1855 werd de naam gewijzigd in Ducos ter ere van Théodore Ducos, de minister van Marine, die kort daarvoor was overleden.
In 1925 werden tijdens de gemeenteraadsverkiezingen vermoedens geuit van verkiezingsfraude. De gendarmes hadden het gemeentehuis waar de stemmen werden geteld afgesloten met prikkeldraad. Het socialistische gemeenteraadslid Charles Zizine en Louis Des Etages, de burgemeester van het naburige Rivière-Salée, hadden een persfotograaf erbij gehaald om de toestand te documenteren. Er volgde een gevecht met gendarmes. Zizine en Des Etages trekken zich terug om te lunchen. In het restaurant werden ze doodgeschoten door de gendarme Rouquette. Roquette werd niet veroordeeld en naar Frankrijk gestuurd.
In de 20e eeuw werd Ducos een gedeelte van de suburbanisatie van Fort-de-France en Lamentin. De Zone Industrielle de Champigny, het grootste industrieterrein van Martinique, bevindt zich in de gemeente. Ducos ligt aan de Caraïbische Zee, maar aan de kust bevinden zich mangrovebossen.

## Château Aubéry
Château Aubéry was gebouwd tussen 1928 en 1930 voor Eugene Aubéry. Aubéry was van eenvoudige komaf, maar trouwde met Bertha Hayot, de dochter van een grootgrondbezitter. Hij werd eigenaar van de Lareinty-fabriek in Le Lamentin, en bouwde een kasteel van vier verdiepingen en 30 kamers. In 1956 werd het gebruikt als school, maar werd later verlaten. In 1987 werd het voor FF 1,- verkocht aan de gemeente.

## Geboren
- Mickaël Biron (1997), voetballer

## Galerij

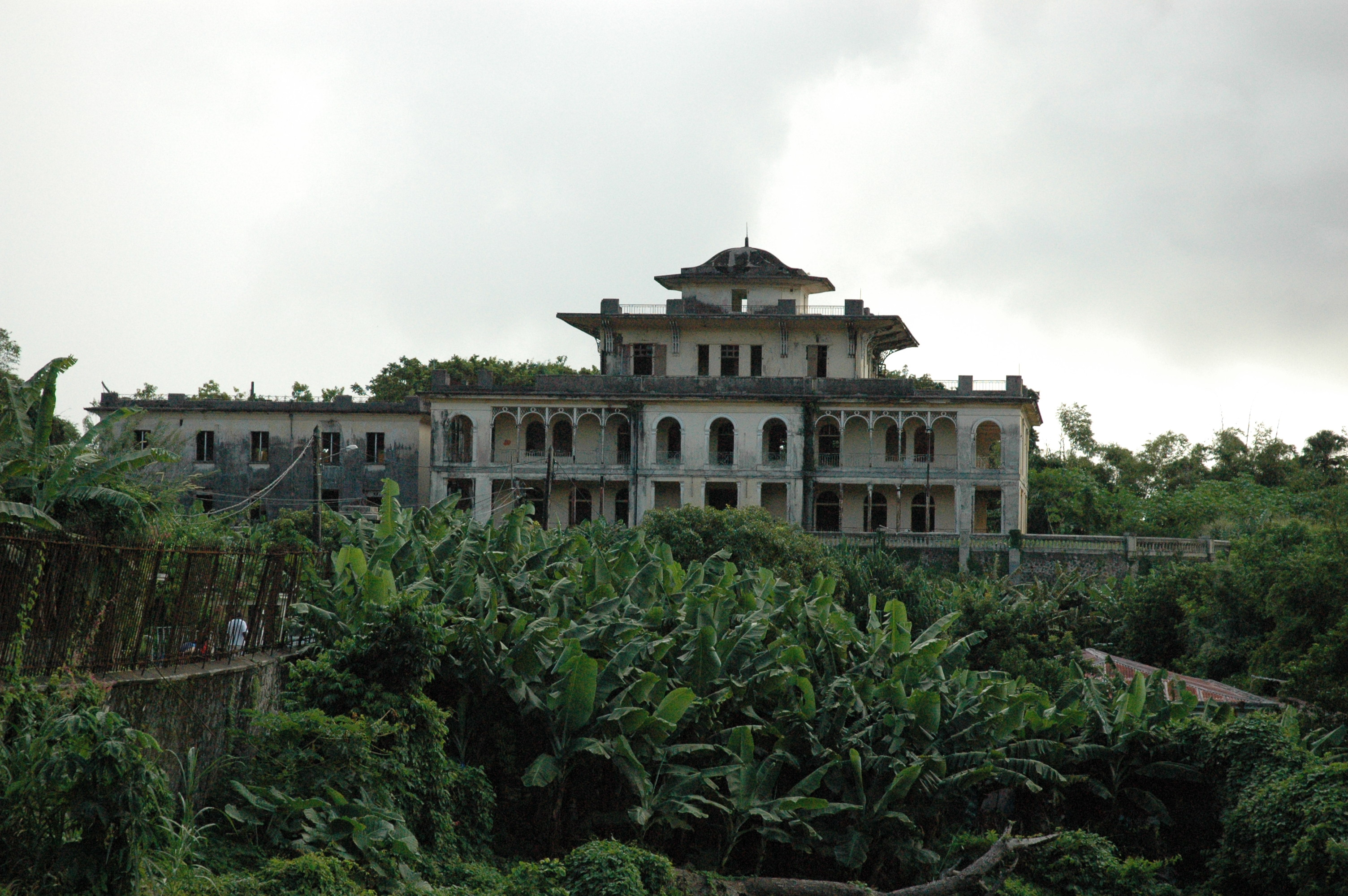
Château Aubéry
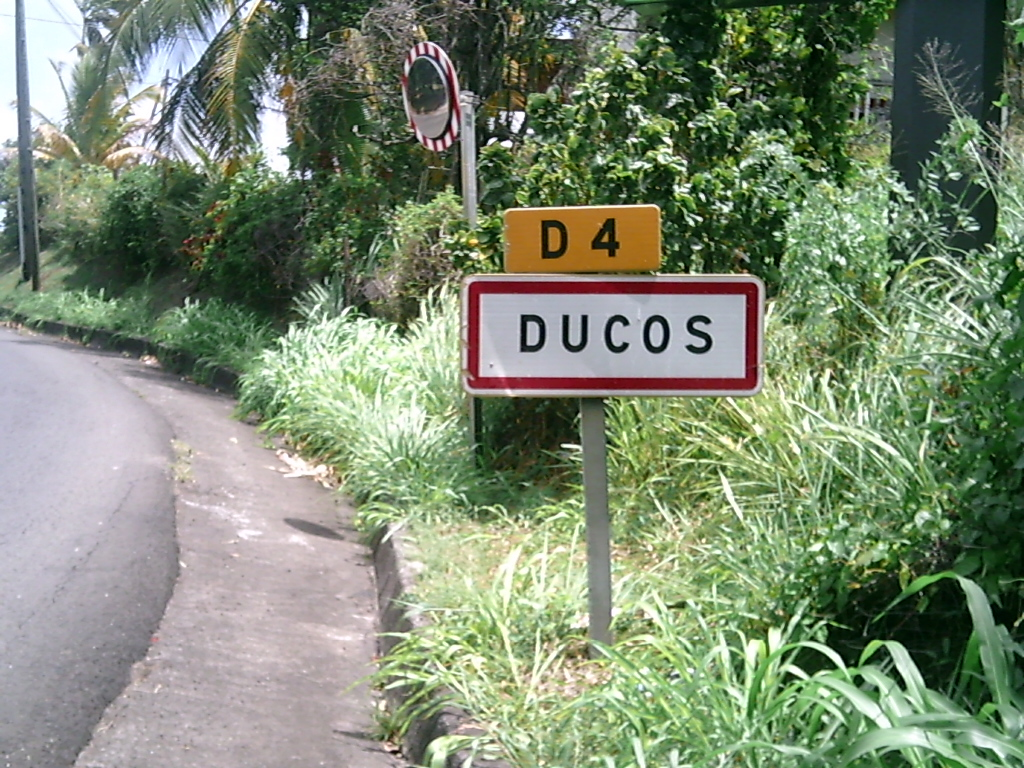
Ducos
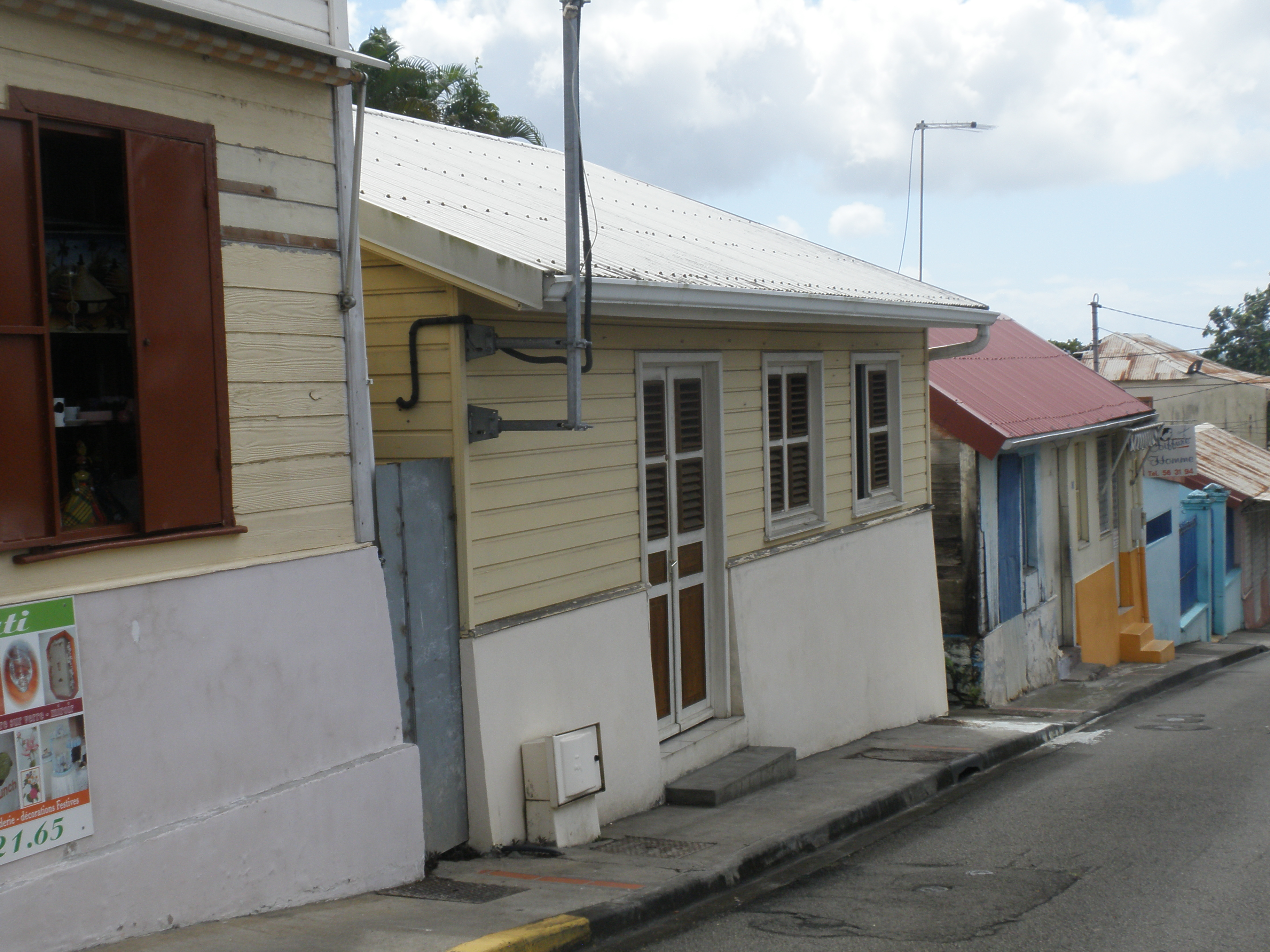
Straat in Ducos

- Gemeinsame Normdatei: 16052812-4
- Virtual International Authority File: 137109035

L'Ajoupa-Bouillon · Les Anses-d'Arlet · 
Basse-Pointe · Bellefontaine · 
Le Carbet · Case-Pilote · 
Le Diamant · Ducos · 
Fonds-Saint-Denis · Fort-de-France · Le François · 
Grand'Rivière · Le Gros-Morne · 
Le Lamentin · Le Lorrain · 
Macouba · Le Marigot · Le Marin · Le Morne-Rouge · Le Morne-Vert · 
Le Prêcheur · 
Rivière-Pilote · Rivière-Salée · Le Robert · 
Saint-Esprit · Saint-Joseph · Saint-Pierre · Sainte-Anne · Sainte-Luce · Sainte-Marie · Schœlcher · 
La Trinité · Les Trois-Îlets · 
Le Vauclin